# ニコライ・ヴァヴィロフ
ニコライ・イヴァノヴィッチ・ヴァヴィロフ（Nikolai Ivanovich Vavilov, Никола́й Ива́нович Вави́лов、1887年11月25日 - 1943年1月26日）は、ロシア帝国・ソビエト連邦の植物学者、遺伝学者。
農作物の起原の研究で有名であるが、ヨシフ・スターリンによる大粛清の嵐が吹き荒れる中、トロフィム・ルイセンコ一派の陰謀で投獄され悲劇的な最期を遂げた。

## 生涯
モスクワの商家に生まれる。弟は物理学者となったセルゲイ・ヴァヴィロフである。1911年にモスクワ農業大学を卒業し、1912年まで応用植物学研究所、植物病理学研究所に勤務し、1913年から翌年にかけウィリアム・ベイトソン（「遺伝学」の命名者）のもとに留学して植物の病害抵抗性の研究を行った。1917年サラトフ大学農学部教授となり、1919年コムギのさび病に対する抵抗性の研究、1920年には栽培植物の「平行変異説」で注目された。
1921年、ペトログラード（レニングラード、現サンクトペテルブルク）の応用植物学研究所（のちに連邦植物栽培研究所）所長となった。1926年レーニン賞を受賞。さらに1930年代にはモスクワのソビエト科学アカデミー遺伝学研究所所長、連邦地理学会会長などの要職を兼ね、ソビエトの作物改良研究の責任者となった。
彼は食糧の安定確保のためにも多様な遺伝資源を確保することが肝要であると考え、世界各地への大規模な農学・植物学調査旅行を行った。この成果に基づき、遺伝的多様性が高い地域（遺伝子中心）がその作物の発祥地であると考え、栽培植物の起原についての理論を発展させた。さらに当時では世界最大の植物種子コレクションを創設した。研究の結果は、著作『栽培植物発祥地の研究』にまとめている。
しかし同じ1930年代に、メンデル遺伝を否定するトロフィム・ルイセンコが政治的に勢力を拡大し、それに真っ向から反するヴァヴィロフの学説を排撃するようになる。1940年ついに「ブルジョア的エセ科学者」として解職・逮捕され、1943年にサラトフ監獄で栄養失調のため死去した。

## 影響
ヴァヴィロフが収集した種子コレクションのうち、独ソ戦に際してドイツ軍が占領した地域（主にクリミアとウクライナ）の研究施設に保管されていたサンプルは、オーストリアのグラーツ郊外のナチス親衛隊の研究所に運び去られた。しかし、コレクションの中核となるレニングラードに保管されていたサンプルは、悲劇的なレニングラード包囲戦にもかかわらず影響を受けなかった。標本の種や芋を守りながら自らは餓死した研究員の話も伝えられている。

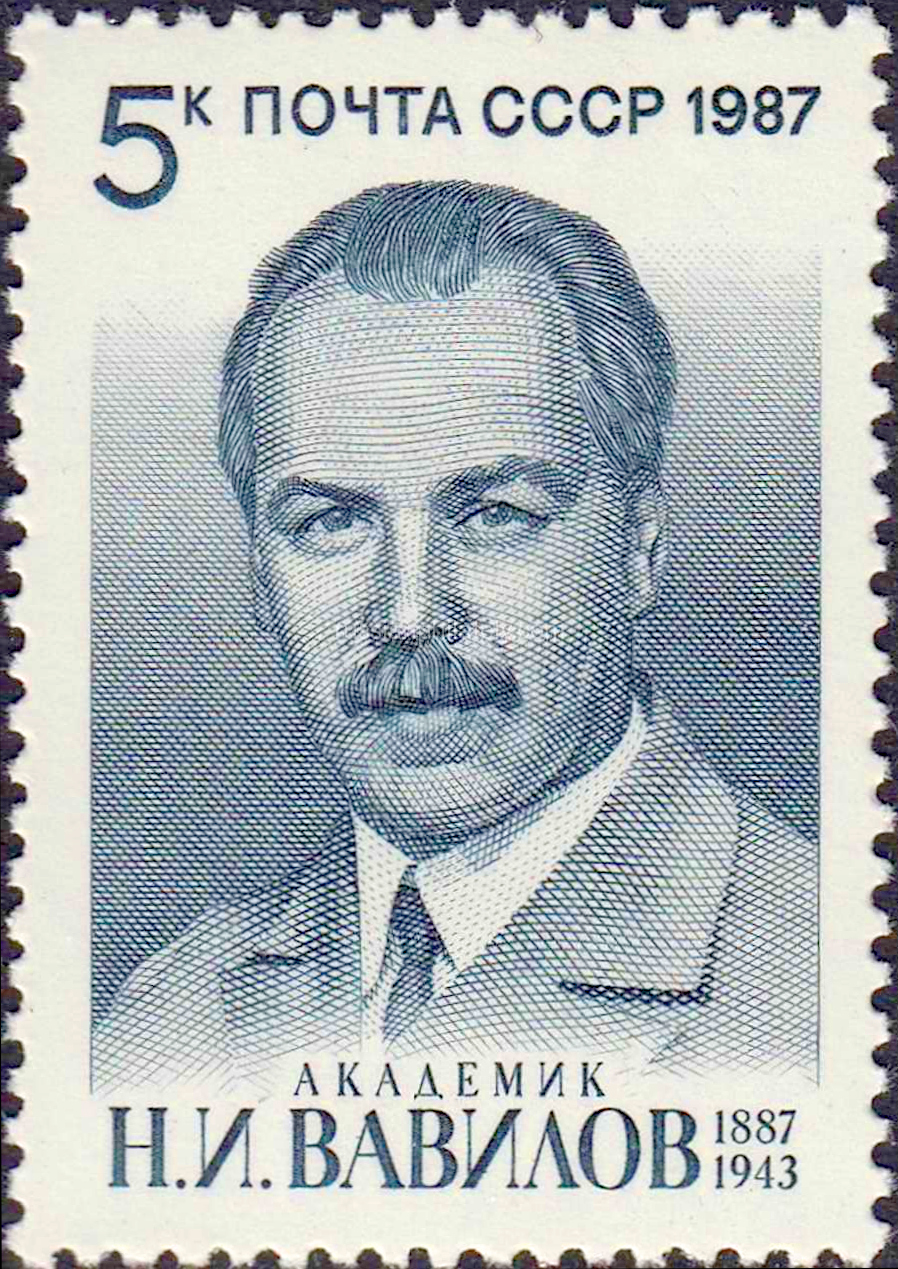
生誕100年を記念したソ連切手（1987年）

ヴァヴィロフは、スターリンの死後の1955年に名誉回復された。ソビエト科学アカデミーはヴァヴィロフ賞（1965年）とヴァヴィロフメダル（1968年）を創設した。

## 日本訪問
ヴァヴィロフは1929年に日本を訪れている。北は北海道から、南は当時日本の植民地であった台湾、朝鮮まで行って、日本の学者との交流を行なっている  。
札幌では北海道帝国大学の明峯正夫教授に会い、寒冷地の北海道で栽培されている稲品種の種子を求めたが、明峯教授はこれを拒否している。
京都では京都帝国大学の同じ小麦の遺伝学者でお互いに親しかった木原均教授に会い、「栽培植物の起源」と題する講演を英語で行なっている。
九州では九州帝国大学の盛永俊太郎教授（稲の遺伝・品種学）に会い、「稲の研究はあなたに任せる。」というようなことを述べたという。